# Иевлевское (сельское поселение)
Муниципальное образование Иевлевское — сельское поселение в Богородицком районе Тульской области Российской Федерации.
Административный центр — село Иевлево.

## История
Статус и границы сельского поселения установлены Законом Тульской области от 14 марта 2005 года № 555-ЗТО «О переименовании муниципального образования "город Богородицк и Богородицкий район" Тульской области, установлении границ, наделении статусом и определении административных центров муниципальных образований на территории Богородицкого района Тульской области».

## Население
| 2010  | 2012  | 2013  | 2014  | 2015  | 2016  | 2017  |
| ----- | ----- | ----- | ----- | ----- | ----- | ----- |
| 2791  | ↘2775 | ↗2818 | ↗2837 | ↗2844 | ↘2828 | ↘2822 |
| 2018  | 2019  | 2020  | 2021  |       |       |       |
| ↘2800 | ↗2802 | ↘2793 | ↘2772 |       |       |       |

## Состав сельского поселения
| №  | Населённый пункт | Тип населённого пункта       | Население |
| -- | ---------------- | ---------------------------- | --------- |
| 1  | Александринский  | хутор                        | ↘349      |
| 2  | Березовка        | деревня                      | 54        |
| 3  | Горки            | деревня                      | 21        |
| 4  | Дубовка          | деревня                      | 0         |
| 5  | Иевлево          | село, административный центр | ↘1015     |
| 6  | Кобылинка        | деревня                      | ↗145      |
| 7  | Мшищи            | деревня                      | ↘88       |
| 8  | Новопокровское   | село                         | ↘792      |
| 9  | Новый Мир        | посёлок                      | 6         |
| 10 | Степановка       | деревня                      | 44        |
| 11 | Черняевка        | село                         | ↘252      |
| 12 | Щегловка         | деревня                      | 25        |